# Pseudomops petropolitanus
Pseudomops petropolitanus är en kackerlacksart som beskrevs av Rocha e Silva 1973. Pseudomops petropolitanus ingår i släktet Pseudomops och familjen småkackerlackor. Inga underarter finns listade i Catalogue of Life.